# Бабинци
Бабинци (болг. Бабинци) — село в Болгарии. Находится в Ловечской области, входит в общину Тетевен. Население составляет 307 человек.

## Политическая ситуация
В местном кметстве Бабинци, в состав которого входит Бабинци, должность кмета (старосты) исполняет Сергей Русинов Манев.
Кмет (мэр) общины Тетевен — Николай Петров Павлов (Граждане за европейское развитие Болгарии (ГЕРБ)) по результатам выборов.